# Yoshimoto Takafumi
Yoshimoto Takafumi (吉本 岳史 Yoshimoto Takafumi, sinh ngày 13 tháng 5 năm 1978) là một cầu thủ bóng đá người Nhật Bản.
Năm 2012 Yoshimoto được chỉ định làm cầu thủ-huấn luyện viên của câu lạc bộ mới Blancdieu Hirosaki FC từ Aomori.

## Thống kê câu lạc bộ
| Thành tích câu lạc bộ | Thành tích câu lạc bộ | Thành tích câu lạc bộ | Giải vô địch | Giải vô địch | Cúp                   | Cúp                   | Cúp Liên đoàn | Cúp Liên đoàn | Tổng cộng | Tổng cộng |
| Mùa giải              | Câu lạc bộ            | Giải vô địch          | Số trận      | Bàn thắng    | Số trận               | Bàn thắng             | Số trận       | Bàn thắng     | Số trận   | Bàn thắng |
| Nhật Bản              | Nhật Bản              | Nhật Bản              | Giải vô địch | Giải vô địch | Cúp Hoàng đế Nhật Bản | Cúp Hoàng đế Nhật Bản | J.League Cup  | J.League Cup  | Tổng cộng | Tổng cộng |
| --------------------- | --------------------- | --------------------- | ------------ | ------------ | --------------------- | --------------------- | ------------- | ------------- | --------- | --------- |
| 2001                  | Nagoya Grampus Eight  | J1 League             | 1            | 0            | 0                     | 0                     | 0             | 0             | 1         | 0         |
| 2002                  | Nagoya Grampus Eight  | J1 League             | 0            | 0            | 0                     | 0                     | 0             | 0             | 0         | 0         |
| 2002                  | Yokohama FC           | J2 League             | 14           | 1            | 2                     | 1                     | -             | -             | 16        | 1         |
| 2003                  | Mito HollyHock        | J2 League             | 31           | 0            | 3                     | 0                     | -             | -             | 34        | 0         |
| 2004                  | Mito HollyHock        | J2 League             | 15           | 2            | 0                     | 0                     | -             | -             | 15        | 2         |
| 2005                  | Mito HollyHock        | J2 League             | 30           | 6            | 1                     | 0                     | -             | -             | 31        | 6         |
| 2006                  | Mito HollyHock        | J2 League             | 32           | 5            | 0                     | 0                     | -             | -             | 32        | 5         |
| 2007                  | Mito HollyHock        | J2 League             | 30           | 4            | 2                     | 0                     | -             | -             | 32        | 4         |
| 2008                  | Yokohama FC           | J2 League             | 19           | 0            | 2                     | 0                     | -             | -             | 21        | 0         |
| 2009                  | Yokohama FC           | J2 League             | 23           | 0            | 1                     | 0                     | -             | -             | 24        | 0         |
| Quốc gia              | Nhật Bản              | Nhật Bản              | 195          | 18           | 11                    | 1                     | 0             | 0             | 206       | 19        |
| Tổng                  | Tổng                  | Tổng                  | 195          | 18           | 11                    | 1                     | 0             | 0             | 206       | 19        |